# Personaggi di Peppa Pig
Peppa Pig è una serie animata inglese. Le vicende della serie ruotano attorno alla vita di Peppa, una maialina antropomorfa, e alla sua famiglia, oltre che ai suoi amici. 

Questa è la lista dei personaggi, principali e secondari, della serie.

## Personaggi principali
- Peppa Pig: è la protagonista della serie, ha 4 anni ed è la figlia maggiore di Papà e Mamma Pig. Frequenta la scuola materna e partecipa con entusiasmo alle attività scolastiche e alle iniziative dei genitori. È simpatica e curiosa, e al contrario del fratellino George non è per niente timida: è molto chiacchierona e adora giocare e divertirsi con George e con i suoi amici. Il suo colore preferito è il rosso. Possiede un pesciolino rosso di nome Goldie. La sua migliore amica è Suzy Pecora. Il suo hobby è saltare su e giù nelle pozzanghere di fango. Ha un orsacchiotto di nome Teddy. È doppiata da Tatiana Dessi (st.1-6), da Chiara D'Ingeo (st.2, primo doppiaggio), e da Valentina Pallavicino (st.7-in corso).
- George Pig: è il fratello minore di Peppa e ha 2 anni. Adora i dinosauri e per questo ha un dinosauro giocattolo a cui è molto affezionato (l'ha ricevuto appena nato dai suoi nonni). Possiede anche un razzo spaziale con cui gioca in compagnia di Edmond Elefante. Non gli piacciono le verdure (fino all'episodio "Pranzo"), gli piacciono però le fragole e, come Papà Pig, adora le torte al cioccolato. Il suo migliore amico è Richard Coniglio. George, al contrario di Peppa, è sempre insicuro e timido. Certe volte sembra impacciato, ma rivela anche abilità insospettate: infatti sa fischiare bene, riesce a suonare un corno antico che nessuno in famiglia è riuscito a suonare ed è un formidabile pattinatore sul ghiaccio. Piange come un annaffiatoio e parla male dato che ha 2 anni. Il suo colore preferito è il blu. È doppiato da Barbara Pitotti, e da Anna Lana (st.2, primo doppiaggio).
- Evie Pig: la nuova figlia di Mamma e Papà Pig  e la sorella minore di Peppa e George. Ha un'anatra giocattolo. Il suo colore preferito è il bianco.
- Papà Pig: è un mangione ed è molto distratto. A causa della sua miopia porta sempre un paio di occhiali. Il suo lavoro consiste nello scrivere equazioni che risolve trovando le incognite. Ha 40 anni, lavora con il Signor Coniglio e la Signora Gatto. Si è occupato anche della progettazione della casa dei signori Lupo. Nonostante sia un po' sovrappeso, Papà Pig è un ballerino provetto, oltre che eccellente tuffatore, un allenatore di basket e un ottimo pittore. Inoltre, è un valido batterista e suona la fisarmonica. Piuttosto narciso e presuntuoso, ritiene di saper fare di tutto, ma, alla fine, si mette in imbarazzo da solo. Come Peppa, ama molto saltare su e giù nelle pozzanghere di fango: in una puntata, alla presenza del signor Patato, difende e riconquista a furor di popolo il titolo di campione del mondo di salto nelle pozzanghere, come risulta dal Guinness dei Primati. Spesso Peppa e Mamma Pig consigliano a Papà Pig di dimagrire, ma lui pensa solo a ignorarle. Gioca a calcetto con alcuni amici, compagni di barbecue. Tra le letture di Papà Pig, si ricordano i due volumi "Il meraviglioso mondo del calcestruzzo" e "Nuove avventure nel meraviglioso mondo del calcestruzzo". Il suo colore preferito è il verde. Non sa leggere le mappe e infatti si perde sempre. È doppiato da Paolo Marchese, e da Riccardo Lombardo (st.2, primo doppiaggio).
- Mamma Pig: è la moglie di Papà Pig e, a differenza di lui, è quasi sempre diligente e attenta. Mamma Pig è una casalinga che lavora da casa tramite un computer. Ha 38 anni. È una cuoca provetta che sforna deliziosi biscotti e torte. Il suo colore preferito è l'arancione. Come le altre mamme del cartone legge sul divano la rivista di giardinaggio "Ezza". È brava a ballare e a guidare l'automobile. Attualmente è incinta del suo terzo figlio[1]. È doppiata da Monica Gravina (st.1-8), Anna Radici (st.2, primo doppiaggio), e da Laura Romano (st.9-10).
- Nonno Pig: è un marinaio e un bravo e curioso astronomo. Ha una barba bianca. È il papà di Mamma Pig. Colto e saggio, ha 70 anni ed è il migliore amico di Nonno Cane e di Nonno Coniglio, che appare nelle puntate raramente. Possiede un orto, dove coltiva piantine di pomodori e varie verdure. Ha un intelligente pappagallo (parrot) di nome Polly. Nonno Pig ha anche molti alberi di mele e coltiva anche cetrioli, lattuga e fragole. Molte volte insieme a Nonno Cane organizza giochi e divertimenti vari per i piccoli. È un abile riparatore di oggetti e colleziona barche in miniatura in bottiglie di vetro. È il proprietario di una barca e di Geltrude, una miniatura funzionante di un treno a vapore col quale può trasportare (senza bisogno di binari) parenti e amici. Dall'episodio "La Barca di Nonno Pig" porta sempre in testa un berretto tipico dei marinai. È doppiato da Dario De Grassi (st.1-4), da Massimo Corvo (st.2, primo doppiaggio), da Dante Biagioni (st.5-6), e da Vladimiro Conti (st.7-10).
- Nonna Pig: è la madre di Mamma Pig e la moglie di Nonno Pig. Ha 69 anni, ama la tranquillità e ha tre gallinelle di nome Sara, Giuditta (che poi verrà chiamata Gemaima) e Vanessa e un galletto di nome Neville, in onore di Neville Astley, uno dei creatori del cartone animato. È una collezionista di cappellini ed è una nonna molto innocente, brava e affettuosa. Sa cucinare tante cose: budini, torte, biscotti, insalate e della pizza deliziosa, che fanno impazzire Peppa e George. È doppiata da Paola Piccinato.
- Chloé e Alexander Pig: sono i cugini di Peppa e George. Chloé ha 10 anni ed è la figlia di Zio e Zia Pig e sorella maggiore di Alexander. Ha due amici, Simon Scoiattolo e Belinda Orso. Alexander comunica solo con versetti e pianti, essendo un neonato. Chloé è doppiata da Michela Alborghetti.
- Zio Pig: È il fratello di Papà Pig, padre di Chloé ed Alexander Pig e marito di Zia Pig. Assomiglia a Papà Pig, ma non porta gli occhiali e ha una barba nera.
- Zia Pig: È la madre di Chloé ed Alexander Pig, la moglie di Zio Pig, la cognata di Papà Pig, la zia paterna acquisita di Peppa e George e la cognata di Mamma Pig. Zia Pig assomiglia a Mamma Pig, ma ha le ciglia bionde e un ombretto azzurro.

## Personaggi secondari
- Rebecca Coniglio: È una delle migliori amiche di Peppa. È gentile, un po' timida e ama giocare con Peppa e George. È anche molto affezionata alla sua famiglia. Adora le carote
- Richard Coniglio: È il fratellino di Rebecca, un po' più piccolo di George. È vivace e curioso, come George adora i Dinosauri. Piange anche lui come un annaffiatoio ma con meno frequenza di George.
- Papà Coniglio: È il padre di Rebecca e Richard, e lavora con Papà Pig. È una simpatico e molto affettuoso con la sua famiglia.
- Mamma Coniglio: È la madre di Rebecca e Richard e si prende cura della sua famiglia. È molto premurosa e spesso appare nel ruolo di genitore amorevole.
- Zia Coniglio: È una figura che appare frequentemente nella serie. Ha molti lavori e svolge diverse attività, come guida turistica, autista e molto altro. È sempre pronta ad aiutare gli altri.
- Suzy Pecora: È una delle migliori amiche di Peppa, spesso in competizione con lei ma anche molto simpatica. È un po' testarda, ma le piace divertirsi con Peppa e gli altri.
- Mamma Pecora: È la madre di Suzy. È gentile e affettuosa.
- Candy Gatto: È una delle amiche di Peppa, ed è molto allegra. È sempre pronta a divertirsi insieme agli altri.
- Mamma Gatto: È la madre di Candy. È affettuosa e premurosa, molto simile a tutte le altre mamme della serie.
- Papà Gatto: È il padre di Candy.
- Danny Cane: È un altro dei compagni di Peppa e George. È un po' avventuroso e molto vivace. Adora i Pirati ed il suo sport preferito è il calcio.
- Mamma Cane: È la madre di Danny, una donna premurosa e sempre disponibile ad aiutare gli altri.
- Nonno Cane: È il padre di Papà Cane, ed è anche il migliore amico di Nonno Pig.
- Papà Cane: È il padre di Danny. Lavorava  come marinaio ora però non naviga più e ha un ruolo serio ma è affettuoso.
- Pedro Pony: È uno dei migliori amici di Peppa. È molto timido e spesso si addormenta durante le attività, ma è comunque simpatico. Ha una cotta per Peppa. È miopico
- Mamma Pony: È la madre di Pedro. Ha un atteggiamento gentile e materno, ma non appare molto spesso. Nell'episodio "Famiglie" (censurato in Italia) sappiamo che ha le lenti a contatto
- Signor Pony: È il padre di Pedro. Fa l'ottico , è miopico come suo figlio, ed ha le pupille più grandi in tutta la serie.
- Zoé Zebra: È una delle amiche di Peppa, sempre allegra e vivace. È molto simpatica e spesso partecipa alle avventure con Peppa e gli altri.
- Mamma Zebra: È la madre di Zoé. È gentile e amorevole, e appare in alcuni episodi.
- Papà Zebra: È il padre di Zoé. Lavora come postino.
- Zuzu e Zaza Zebra: Sono le sorelline più piccole di Zoé. Appaiono insieme alla loro famiglia.
- Emily Elefante: È un'altra delle amiche di Peppa. È intelligente e curiosa, ed è molto affettuosa.
- Edmond Elefante: È il fratellino di Emily. È un po' più piccolo, ma è il più saggio tra i suoi amichetti. È un sapientino è piange poco
- Dottor Elefante: È il padre di Emily ed Edmond. Lavora come dentista.
- Mamma Elefante: È la madre di Emily e Edmond. È premurosa e affettuosa con i suoi figli.
- Signor Toro: È un personaggio forte e robusto. Lavora spesso nei cantieri o come operaio, ed è molto abile nei lavori di costruzione. Ha un carattere deciso, ma è gentile e disponibile ad aiutare gli altri.
- Madame Gazzella: È l'insegnante di Peppa e dei suoi amici. È una gazzella gentile e paziente, sempre sorridente e pronta a insegnare ai bambini in modo divertente e coinvolgente.